# Milanska stolnica
Milanska stolnica (italijansko: Duomo di Milano; lombardsko: Domm de Milan) je stolnica v Milanu, Italija. Posvečena je Mariji Kristusovega rojstva (Santa Maria Nascente). V njej je sedež milanskega nadškofa, ki je trenutno kardinal Angelo Scola. Za dokončanje gotske stolnice so potrebovali skoraj šest stoletij. Je 5. največja cerkev na svetu  in druga največja v Italiji ter redek primerek poznogotske arhitekture v Italiji, kjer se drugače niso navduševali nad gotskim arhitekturnim slogom mojstrov severno od Alp.

## Zgodovina

### Sveti Tekla
Milanska postavitev, z ulicami okrog stolnice razkriva, da je cerkev zavzemala osrednje mesto v rimskem Mediolanumu, saj je javna bazilika gledala na forum. Prvo stolnico, basilica nova je posvetil sveti Tekla in je bila zaključena leta 355. Sosednja bazilika je bila zgrajena leta 836. Stara osmerokotna krstilnica Battistero Paleocristiano sega v leto 335 in je še vedno vidna pod Milansko stolnico. Ko je ogenj leta 1075 poškodoval stolnico in baziliko, so objekt obnovili kot Duomo (splošen izraz v italijanščini za stolnico, ki se tehnično nanaša na cerkev, ki je uradni sedež nadškofa; izhaja iz latinskega domus – dom, hiša Boga.)

### Začetek obnove
Leta 1386 je nadškof Antonio da Saluzzo naročil gradnjo stolnice. Začetek gradnje je sovpadal s prihodom na oblast v Milano, nadškofovega bratranca Gian Galeazzo Viscontija in je bilo mišljeno kot nagrada za plemeniti in delavski razred, ki je trpel pod tiranom Barnabò, Viscontijevim predhodnikom. Preden se je začelo dejansko delo, so porušili tri glavne stavbe: nadškofijsko palačo, Ordinari palačo in krstilnico svetega Štefana pri izviru, medtem ko je bila stara cerkev sv. Marie Maggiore izkoriščena kot kamnolom. Navdušenje za ogromno novo stavbo se je kmalu razširilo med prebivalstvom in iznajdljivi Gian Galeazzo je, skupaj z bratrancem nadškofom, zbral veliko donacij za delo v nastajanju. Program gradnje je bil strogo urejen v "Fabbrica del Duomo", ki je imela 300 zaposlenih, s prvim glavnim inženirjem Simone da Orsenigo. Orsenigo je sprva načrtoval gradnjo stolnice iz opeke v lombardskem gotskem slogu.
Visconti je imel ambicije slediti najnovejšim trendom v evropski arhitekturi. Leta 1389 je bil imenovan francoski glavni inženir, Nicolas de Bonaventure tako, da so njegove cerkve v rayonnant gotiki, francoski slog pa ni tipičen za Italijo. Odločil se je, da je treba opečno strukturo obložiti z marmorjem. Galeazzo je dal Fabbric' del Duomo v izključno uporabo marmor iz kamnoloma Candoglia in jih oprostil davkov. Deset let kasneje je bil imenovan še en francoski arhitekt, Jean Mignot iz Pariza, da presodi in izboljša opravljeno delo, kot to, da so zidarji potrebovali novo tehnično pomoč za dvig kamnov na izjemno višino.  Mignot je razglasila vse do tedaj izvedeno delo kot v pericolo di ruina ("nevarnost propada"), kot da je bilo narejeno sine scienzia ("nestrokovno"). V naslednjih letih so se Mignotove napovedi izkazale za neresnične, vendar pa je to spodbudilo Galeazzove inženirje, da so izboljšali svoje instrumente in tehnike. Delo se je hitro nadaljevalo in ob Gian Galeazzovi smrti leta 1402, je bila skoraj polovica stolnice končana. Gradbena dela pa so skoraj povsem zastala do 1480, zaradi pomanjkanja denarja in idej: najpomembnejši del tega obdobja so bile grobnice Marca Carellija in papeža Martina V. (1424) ter okna apside (1470-ih), od katerih je tistega, ki prikazuje svetega Janeza Evangelista naredil Cristoforo de 'Mottis in svetega Eligija in svetega Janeza iz Damaska Niccolò da Varallo. Leta 1452 so pod Francescom Sforzo, končali glavno in stranski ladji do šestega oboka.
Leta 1500 do 1510, pod  Ludovicom Sforzo končali osmerokotno kupolo in uredili v notranjosti štiri serije po 15 kipov, portrete svetnikov, preroke, sibile in druge like iz Biblije. Zunanjost je dolgo ostala brez dekoracije, razen Guglietti dell'Amadeo ("Amadeov mali stolp"), zgrajen 1507-1510. To je renesančna mojstrovina, ki pa je usklajena tudi s splošnim gotskim videzom cerkve.
V naslednjem obdobju španske nadvlade, se je nova cerkev izkazala kot uporabna, čeprav je notranjost ostala večinoma nedokončana in je nekaj obokov ladje še vedno manjkalo. Leta 1552 je Giacomo Antegnati naročil gradnjo velikih orgel na severni strani kora. Giuseppe Meda je poskrbel za štiri od šestnajstih palisad, ki so bile za dekoriranje oltarnega prostora (program je zaključil Federico Borromeo). Leta 1562 je bil dodan Marco d'Agratejev  sveti Jernej in slavni Trivulziov svečnik (12. stoletje).

### Borromeo
Po prihodu  Carla Borromea na prestol nadškofa, so bili vsi posvetni spomeniki iz Duoma odstranjeni. Med njimi so grobnice Giovannija, Barnabòa in Filippa Maria Viscontija, Francesca I. in njegova žene Biance, Galeazzo Maria in Lodovica Sforze, ki so bile odložene na neznane lokacije. Glavna intervencija Borromea je bilo imenovanje Pellegrino Pellegrinija leta 1571, kot vodja gradnje, s sporno potezo, saj je imenovanje Pellegrina, ki ni bil laični brat Duoma, zahtevala spremembo statuta Fabbrice.
Borromeo in Pellegrinista si prizadevala za nov, renesančni videz stolnice, da bi poudarila svojo rimsko / italijansko naravo in pokorila gotski slog, ki je deloval tuje. Kot vedno je bilo pročelje večinoma nepopolno, Pellegrini je oblikoval "rimski" slog, s stebri, obeliski in velikim timpanonom. Ko je bilo Pellegrinijevo oblikovanje zaključeno, je bil objavljen natečaj za oblikovanje fasade in to je privabilo skoraj ducat prispevkov, vključno s tistim, Antonio Barca. 
Ta oblika ni bila nikoli izvedena, nadaljevalo pa se je notranje opremljanje: v 1575-1585 je bila obnovljen prezbiterij, dodani so bili novi oltarji in krstilnica. Lesene korne klopi so bile zgrajene ob glavnem oltarju leta 1614, delo Francesca Brambilla. Leta 1577 je Borromeo končno posvetil celotno zgradbo kot novo cerkev, ki se je razlikovala od stare Santa Maria Maggiore in Santa Tecla (ki sta bili združeni leta 1549 po težkih sporih).

### 17. stoletje
Na začetku 17. stoletja je Federico Borromeo postavil temelje nove fasade pod vodstvom Francesca Maria Richinija in Fabio Mangoneja. Delo se je nadaljevalo do 1638 z izgradnjo petih portalov in dveh srednjih oken. Leta 1649 je novi glavni arhitekt Carlo Buzzi uvedel presenetljivo revolucijo: fasada naj se vrne v prvotni gotski slog, tudi že končane podrobnosti na velikih gotskih pilastrih in dveh velikih zvonikih. Drugi oblikovalci so bili med drugim, Filippo Juvarra (1733) in Luigi Vanvitelli (1745), a je vse ostalo uporabljeno. Leta 1682 je bila fasada Santa Maria Maggiore porušena in končana streha stolnice.
V letu 1762 je bila ena od glavnih značilnosti stolnice, Madonninin stolp, je bil postavljen na vrtoglavo višino 108,5 m. Stolp je oblikoval Carlo Pellicani in na vrh postavil slaven polikromatski Madonninin kip, ki ga je zasnoval Giuseppe Perego, kot se spodobi za prvotni kip stolnice. Glede na to da ima Milano razvpito vlažno in megleno podnebje, so Milančani upoštevali vremensko dan, ko je Madonnina vidna iz oddaljenosti, saj je tako pogosto zajeta v meglo.

### Dokončanje
20. maja 1805 je Napoleon Bonaparte, okronan za kralja Italije, odredil izdelavo fasade, ki jo je končal Pellicani. V svojem navdušenju je zagotovil, da bodo vsi stroški padli na francosko blagajno, ki bi jih povrnil s prodajo Fabbricinih nepremičnin. Čeprav to vračilo ni bilo nikoli plačano, je bilo na koncu, v samo sedmih letih, stolnica je njena fasada zaključena. Pellicani je v veliki meri sledil projektu Buzzija, dodal nekaj neogotskih podrobnosti na zgornje okno. Kot oblika zahvale je bil na vrhu ene od fial postavljen kip Napoleona. Napoleon je bil okronan za kralja Italije v Duomo.
V naslednjih letih je bilo zgrajenih večina manjkajočih lokov in fial. Kipi na južni steni so bili tudi končani, medtem ko so v 1829-1858 nova obarvana steklena okna zamenjala stara, čeprav z manj estetsko pomembnimi rezultati. Zadnji detajli stolnice so bili končani šele v 20. stoletju: zadnja vrata so odprli 6. januarja 1965. Ta datum velja za sam konec procesa, ki je trajal več generacij, čeprav še tudi zdaj nekateri deli ostajajo dokončati, kot so kipi. Glavno pročelje stolnice je šlo v prenovo od leta 2003 do začetka leta 2009: februarja 2009 je bila fasada v celoti razkrita in kaže spet barve marmorja iz Candoglia.
Novembra 2012 so uradniki napovedal kampanjo za zbiranje sredstev za ohranjanje stolnice, in prosili pokrovitelje, da posvojijo 135 bruhalnikov stavbe. Učinki onesnaževanja na stavbo iz 14. stoletja zahtevajo redno vzdrževanje. Nedavni varčevalni rezi v proračunu za kulturo Italije so pustili manj denarja za vzdrževanje kulturnih institucij, vključno stolnice. Donatorji, ki prispevajo 100.000 € ali več, bodo imeli svoje ime vgravirano na eni od grotesknih figur na strehi stolnice. Figure služijo kot drenažne cevi. 

## Arhitektura in umetnost

### Mere
- Zunanja dolžina: 158 m
- Notranja dolžina: 148 m
- Zunanja širina: 93 m
- Notranja širina: 66 m
- Dolžina fasade na vhodu: 67,9 m
- Notranja širina ladje: 16,75 m
- Notranja višina ladje: 45 m
- Višina stebrov v ladji: 24,5 m
- Prepremer stebrov: 3,4 m
- Višina centralnega dela stolnice: 65,5 m
- Višina stolpa: 106,5 m
- Dimenzije apsidalnih oken: 20,7 x 8,5 m
- Skulptur: 3400
- Stolpov: 135
- Površina: 11,700 m2
- V stolnico lahko vstopi 40.000 ljudi.
- Geografski položaj:  45°27′51″N, 9°11′27″E .

Tloris je sestavljen iz glavne ladje s štirimi stranskimi ladjami, prečno ladjo (transept), nato pa sledi kor in apsida. Višina ladje je približno 45 metrov, najvišji gotski obok popolne cerkve (manj kot 48 metrov stolnice Beauvais, ki ni bila nikoli končana).
Streha je odprta za turiste (za doplačilo), in omogoča bližnji pogled na nekatere spektakularne skulpture, ki sicer niso vidne. Streha stolnice je znana po gozdu stolpičev in fial, postavljenih na občutljive zunanje opornike.
V stolnici je pet širokih ladij, razdeljenih s 40 stebri, ki se odražajo v hierarhičnih odprtinah fasade. Tudi transepta imata stranske ladje. Stebri ladje so 24,5 metra visoki, apsidalna okna so velika 20,7 x 8,5 m. Ogromna zidana stavba je obložena z marmorjem iz kamnolomov, ki jih je Gian Galeazzo Visconti za vedno podaril stolnemu kapitlju. Vzdrževanje in popravila so zelo zapletena.
Leta 2015 so v Milanski stolnici razvili nov sistem razsvetljave, ki temelji na LED lučeh. 

### Zunanjost
Slog cerkvene arhitekture je gotski in kot tak v obdobju italijanske arhitekture izjema. Fasado, ki je bila končana pod Napoleonom, je treba obravnavati kot mešanico baroka in gotike. Velik reprezentančen Stolni trg je bil ustvarjen od leta 1865 do 1873.

#### Zunanjost kupole
Stranske stene stolnice so iz 15. do 18. stoletja in prekinjene z ritmičnimi oporniki okronanimi s fialami in visokimi okni. V transeptih se oporniki podvajajo, tukaj vodijo znotraj navzgor stopnice. Konice so opremljene z drobnimi dekorativnimi deli. Stene so okrašene z več kot 2000 skulpturami in 135 konicami, ki dajejo pregled skulptur lokalnih umetnikov in obrtnikov iz tega obdobja, pa tudi tujih kvalificiranih delavcev klesarjev.

#### Streha
Posebnost je turistično dostopna streha. Dostopna je po stopnicah ali z dvigalom. Od tam je čudovit pogled na podrobnosti klesanja v kamen. Poleg tega pa je tudi lep razgled na celotno mesto in v jasnih dneh na Alpe.

#### Osrednji stolp
Osmerokotni osrednji stolp Amadeo je bil zgrajen v 15. in 16. stoletju. Na osrednjem zvoniku sije na daleč viden zlat Madonin kip, popularno znan kot La Madonnina (v neuradni mestni himni Milana O mia bela Madunina). Izdelal jo je Giuseppe Perego in je bila postavljena sredi šestdesetih let 18. stoletja.

### Notranjost stolnice
Notranja oblika stolnice je latinski križ s petimi ladjami – glavna ladja je dvakrat tako široka kot stranske - in vključuje triladijski transept, obdan z dvema zakristijama ob koru. 52 snopastih stebrov razdeli prostor, ti so običajno začinjeni s kapiteli z nišami, okrašenimi s kipi svetnikov, ki so v vrsti, bogato okrašeni, dopolnjeni s preroškimi figurami v zatrepih. Okna so izdelana iz barvnih steklenih plošč. Tla stolnice so nastajala od leta 1885 in bila zaključena do sredine 20. stoletja. So iz marmorja in kamna, prekrita z  inkrustacijo.

#### Srednji portal
V osrednjem portalu sta kipa svetega Ambroža Milanskega in Karla Boromejskega, kot tudi spominski kamen. Ozko stopnišče vodi do arheološkega najdišča (ostanki stare cerkve) in nekdanje krstilnice, v kateri je sveti Avguštin leta 387 krstil škofa Ambroža.

#### Leve stranske ladje
Tu so oltarji iz 16. in 19. stoletja s pomembnimi umetniškimi zakladi, kot so marmorna plošča iz 12. stoletja s figurami apostolov in lesen križ, ki ga je leta 1576 Karel Borromejski nosil med kugo v procesiji. Poleg tega je krstilnica z rimsko kadjo, ki je prvotno stala v glavni ladji, sem so jo preselili v 17. stoletju. V levem transeptu je Trivulzijev svečnik (zgodnje 13. stoletje).

#### Desne stranske ladje
Poleg oltarjev iz 14. in 15. stoletja hranijo številne grobnice svetnikov in donatorjev. Okna so izdelali flamski, lombardski in renski umetniki v 15. stoletju. V desnem transeptu je grob Gian Giacomo Medici (imenovan Il Meneghino), z leve strani okrašen z lepimi kipi in kip svetega Jerneja brez kože, Marca d'Agrateja iz leta 1562.

#### Prezbiterij
Pellegrini je zgradil v 2. polovici 16. stoletja prezbiterij z lesenim korom uokvirjen, z dvignjenim svetiščem v sredini. Glavni oltar iz 13. stoletja je bil odprt leta 1418, na katerem je paviljon (16. stoletja), kjer je tabernakelj s štirimi bronastimi angeli. Čez paviljon sedi kip zmagoslavje Kristusa.

#### Sveti žebelj
Pod obokano konico v posebnem tabernaklju hranijo Sveti žebelj, ki je svečano predstavljen enkrat letno, pod strogimi varnostnimi pogoji in ga varuje vojska.

#### Kripta
Neposredno pod svetiščem leži krožna kripta iz 1606. Od tu se pride v Scurolo di San Carlo, osmerokotno kapelo. V kristalni žari so ostanki svetega Karla Borromea.

#### Zakristija
Dve zakristiji sta na obeh straneh svetišča in sta iz 14. stoletja.

#### Zakladnica
Stolnica ima zakladnico neizmerne vrednosti, vključno srebrno kapsulo svetega Ambroža, ki jo je prejel od papež v 4. stoletju.

#### Črta meridiana
V stolnici v Milanu je vstavljen meridian, črta iz medenine v tleh. Skozi majhno luknjo v oboku sončna svetloba pada na to črto opoldan, ko je sonce najvišje in tvori majhen krog svetlobe na tej črti. Kot se sonce med letom premika, se krožec premika vzdolž črte. Čas ko je sonce najvišje, je odvisen od datuma: 22. julija je krog ob 13:30 na črti poldnevnika. 

### Glavni spomeniki in znamenitosti
V notranjosti stolnice so številni spomeniki in umetniška dela:
- Na levi strani oltarja je najbolj znan kip sveti Jernej brez kože (1562), Marco d'Agrate; svetnik je prikazan z odrto kožo vrženo čez ramena kot bi jo ukradel.
- Sarkofag nadškofa Alberta da Intimiana, ki je prekrit z razpelom v bakrenem laminatu (replika).
- Sarkofag nadškofov Ottona Viscontija in Giovannija Viscontija, ki ga je ustvaril Campione d'Italia, mojster v 14. stoletju.
- Sarkofag Marca Carellija, ki je podaril 35.000 dukatov da pospeši gradnjo stolnice.
- Trije čudoviti oltarji Pellegrino Pellegrinija, ki vključujejo Obisk svetega Petra pri sv. Agati v zaporu, Federico Zuccari.
- V desnem transeptu je spomenik Gian Giacomo Medici di Marignano, "Medeghino", delo Leone Leonija, v bližini je renesančni marmorni oltar, okrašen s pozlačenimi bronastimi kipi.
- Prezbiterij je pozno renesančna mojstrovina kora, s Pellegrinijevim svetiščem, dve prižnici z atlanti v bakru in bronu, in dvoje velikih orgel. Okoli kora sta vidna oba portala zakristij, nekatere freske in kip Martina V. iz 15. stoletja, Jacopino da Tradate).
- V transeptu je Trivulziov svečnik, ki je v dveh kosih. Osnova (pripisana Nicolasu iz Verduna, 12. stoletje) je značilna fantastična oblika trte, rastlinja in namišljenih živali; in stebla iz sredine 16. stoletja.
- V levem hodniku je Alessijev Arcimboldi spomenik in romanske figure, ki prikazujejo  apostole v rdečem marmorju in neoklasična Pellegrinijeva krstilnica.
- Majhna rdeča luč v kupoli nad apsido označuje mesto, kjer je eden od žebljev, slovita relikvija iz Kristusovega križanja. Sveti žebelj pokažejo javnosti vsako leto ob praznovanju znanem kot Posvetitev Nivola.
- V novembru in decembru, v dneh, ki obkrožajo datum rojstva svetega Karla Borromejskega, razstavijo po ladji niz velikih platen, na Quadroni.
- Od septembra 2005, v kripti stolnice, poleg relikvije svetega Karla Borromejskega, postavijo video instalacijo angleškega umetnika Marka Wallingerja. Z naslovom  Via Dolorosa  je sestavljen 18 minutni film, ki ponazarja prizore Pasijona, izvleček iz filma Jezus iz Nazareta, avtor Franco Zeffirelli [11]
- V novembru 2014 je bil na strehi instaliran bel marmornat kip Marije, Tonyja Cragga [12]